# BYD

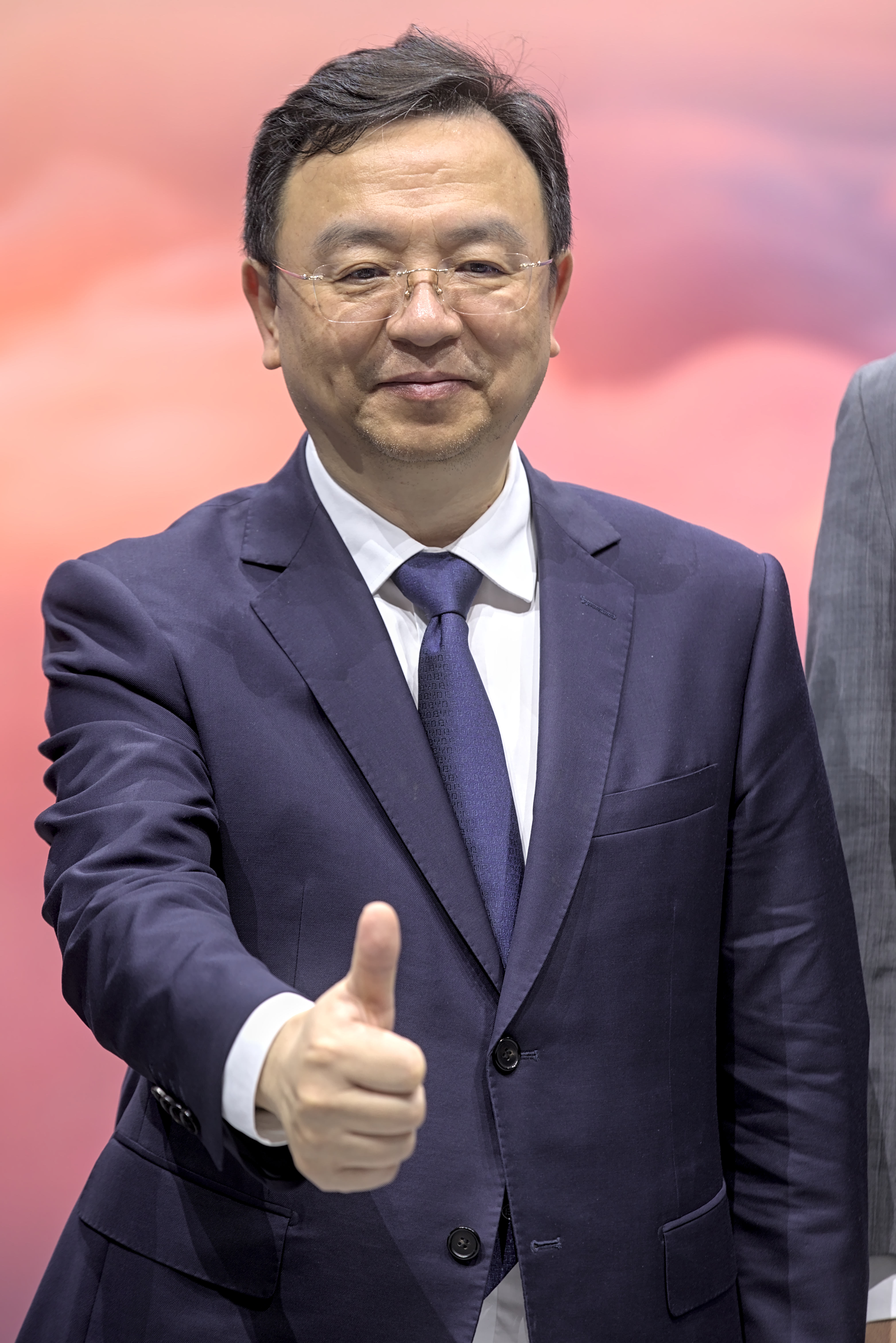
Wang Chuanfu, 2023

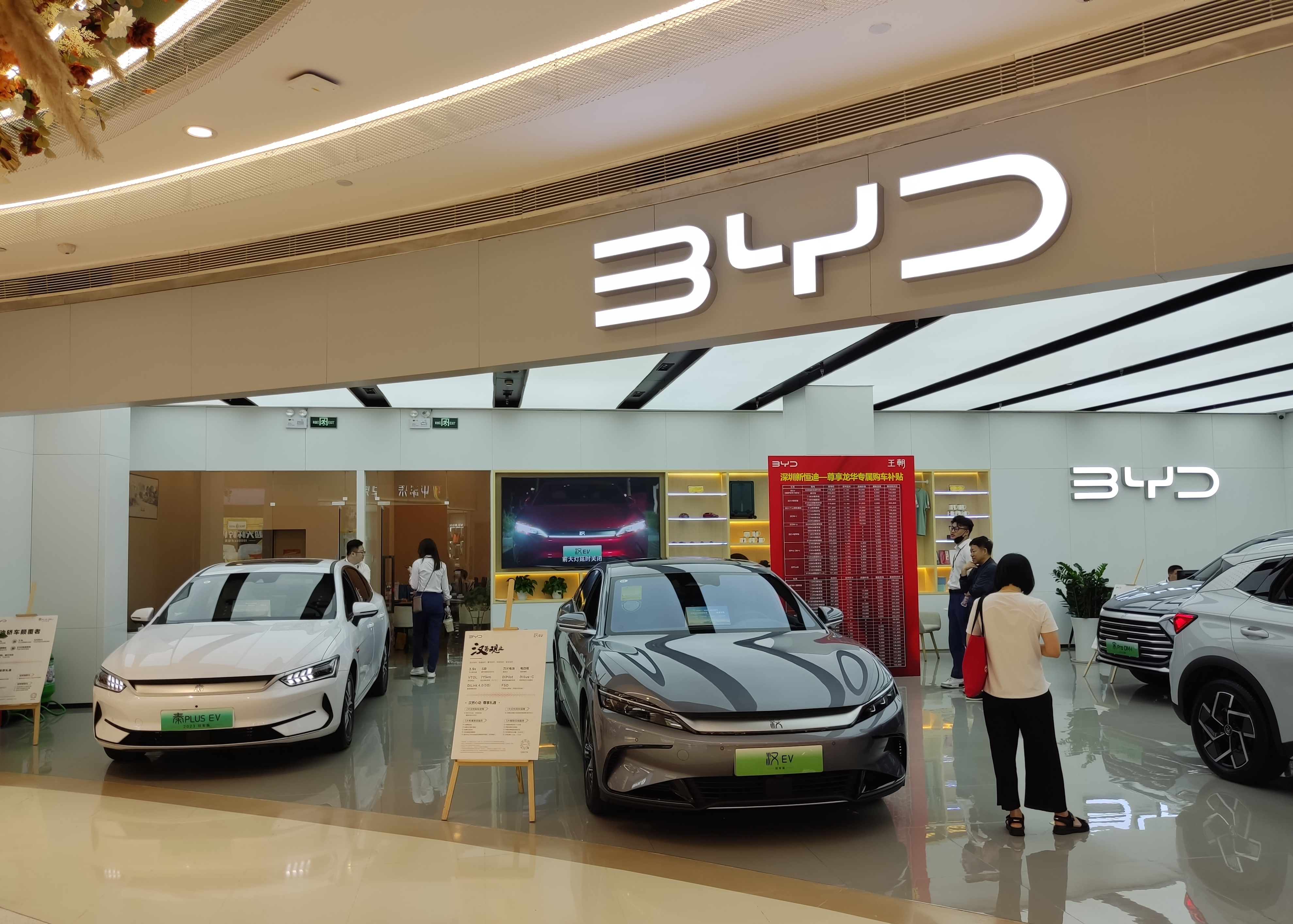
BYD-Ausstellungsraum in Shenzhen, 2023

BYD Company Limited, kurz BYD (chinesisch 比亞迪股份有限公司 / 比亚迪股份有限公司, Pinyin Bǐyàdí Gǔfēn Yǒuxiàn Gōngsī, kurz 比亞迪 / 比亚迪,  Bǐyàdí), ist ein chinesischer Mischkonzern mit Sitz in Shenzhen in der Provinz Guangdong. Das Unternehmen ist global einer der größten Produzenten von Akkumulatoren, vor allem für Elektromobilität, Batteriespeicher und Mobiltelefone. Das Firmengeflecht von BYD zeichnet sich durch eine sehr hohe vertikale Integration aus, welche dem Unternehmen eine hohe Wettbewerbsfähigkeit ermöglicht.
Das Tochterunternehmen BYD Auto Company gehört zu den größten Automobilproduzenten Chinas und weltweit; für den Batteriebus BYD ebus wurde 2014 ein Montagewerk in Kalifornien eröffnet. 2022 wurde BYD der größte Hersteller von Elektro- und Hybridfahrzeugen weltweit. Im vierten Quartal 2023 konnte BYD mehr Elektroautos ausliefern als Tesla. BYD hat Werke in den USA, Brasilien, Japan und Indien. Der Bau eines Werkes in Ungarn wurde im Dezember 2023 angekündigt.
2010 wurde BYD vom US-amerikanischen Wirtschaftsmagazin Bloomberg Businessweek zum leistungsfähigsten Technologie-Unternehmen der Welt gewählt.
BYD ist die Abkürzung des latinisierten chinesischen Firmennamen BǐYàDí. Der ursprüngliche Firmenname Yadi Electronics (亚迪电子) bezieht sich auf den Straßennamen Yadi Road in Shenzhen, erster Sitz des 1995 gegründeten Unternehmens. Basierend auf dem Akronym verwendete das Unternehmen jahrelang den Marketingslogan Build Your Dreams (englisch für „Bau’ dir deine Träume“).

## Geschichte
Das Unternehmen wurde im Februar 1995 vom Chemiker Wang Chuanfu als kleine Fabrik mit 20 Mitarbeitern in Buji Town, einem Ort im Bezirk Longgang der chinesischen Stadt Shenzhen gegründet. Produziert wurden zunächst nur wiederaufladbare Batterien, die in Konkurrenz mit den damals marktbeherrschenden Importprodukten der Unternehmen Sony und Sanyo traten.
Anders als bei der japanischen Konkurrenz wurden bis mindestens dem Jahr 2011 die Batterien nicht durch Industrieroboter gefertigt: Durch eine sehr detaillierte und exakte Beschreibung des Workflow konnten die Ablaufabschnitte in der Produktion so stark verkleinert werden, dass auch junge Menschen mit geringer und selbst gar keiner beruflichen Qualifizierung eingestellt werden konnten. Dies erlaubte eine halbautomatische Fertigung von Batterien, die qualitativ den von Industrierobotern gefertigten Produkten gleichwertig sind: Durch die Niedriglöhne, die erheblich unter denen Japans liegen, konnten sie jedoch wesentlich günstiger angeboten werden. Mittlerweile setzt jedoch auch BYD im großen Stil Industrieroboter ein.
Aus westlicher Sicht wurden neben dieser Niedriglohnpolitik vor allem die mit dieser Art der Arbeitsorganisation verbundene ermüdende, monotone Aufgabenerfüllung, die hohe Arbeitsbeanspruchung einschließlich langer Arbeitszeiten sowie die fehlenden Möglichkeiten der Arbeiter zur Weiterqualifizierung wahrgenommen. Die chinesische Regierung hingegen verwies auf die Notwendigkeit der Schaffung von dauerhaften Arbeitsplätzen für die Millionen jungen, oft ungelernten Menschen, die im Zuge der Urbanisierung Chinas vom Lande in die Großstädte strömen. Auch sah sie hierin eine Möglichkeit zur nachhaltigen Sicherung des Exports.
Der entstandene Vorteil bei den Herstellkosten sowie relativ hohe Importzölle für ausländische Waren in China ermöglichte dem Unternehmen ein permanentes Wachstum; BYD war weltweit der größte Hersteller von wiederaufladbaren Batterien. Anfang 2022 nahm BYD nach CATL (mit einem Abstand über 20 Prozent) und LG Energy Solution weltweit den dritten Platz bei der Herstellung von wiederaufladbaren Lithium-Ionen-Akkumulatoren ein.
Darüber hinaus hatte das Unternehmen den größten Marktanteil beim Absatz von Nickel-Cadmium-Akkumulatoren sowie bei Batterien, Ladegeräten und Tastaturen für Mobiltelefone und war diesbezüglich Hauptlieferant für große Hersteller wie Nokia, Motorola, Samsung, Sony Ericsson, Kyocera und Huawei.
Im Januar 2003 stieg das Unternehmen mit dem Kauf der angeschlagenen Xian Qinhuan Automobile in das Automobilgeschäft ein; der Produktionszweig und die Fahrzeuge firmieren seitdem unter BYD Auto Co. Ltd. Dabei vermied das Unternehmen den schnelleren Weg der Nutzung von Lizenzbauten globaler Konzerne, sondern setzte auf anfänglich an Fahrzeuge japanischer Bauart erinnernde Eigenentwicklungen. 2010 wurden bereits über 500.000 Fahrzeuge produziert.
Heute gehört BYD Auto zu den größten Automobilproduzenten Chinas und der Welt. Für den Export betreibt BYD eine eigene Frachterflotte von bislang vier Schiffen; drei davon haben eine Kapazität von jeweils mindestens 7000 Fahrzeugen (Januar 2025).
Seit 2010 verstärkt das Unternehmen seine Aktivitäten im Bereich der Umwelttechnologie; wie etwa die Produktion von Solarfarmen und LED-Leuchttechnik für Straßenbeleuchtungen sowie von batteriebasierten Stromspeichersystemen, die auch in Deutschland vermarktet werden.
Im Januar 2012 nahm BYD das damals (nach eigenen Angaben) weltgrößte Batterie-Speicherkraftwerk mit 36 Megawattstunden in Betrieb.
Im Januar 2023 wurde der erste Ausstellungsraum von BYD Auto in Köln, Deutschland, eröffnet. Der Aufbau eines Händlernetzes folgte. 2023 überholte das Tochterunternehmen BYD-Auto den bisherigen Marktführer VW zum ersten Mal bei den Verkaufszahlen auf dem weltweit als wichtig gesehenen Absatzmarkt für Automobile in China. Darüber hinaus lieferte BYD im vierten Quartal mit 526.409 Fahrzeugen über 30.000 Automobile mehr aus als Tesla.

## Konzernstruktur
Das Unternehmen ist als Aktiengesellschaft an den Börsen von Hongkong (HKEX: 1211) und Shenzhen (SZSE:002594) notiert. Am 27. September 2008 erwarb die MidAmerican Energy Holdings Co, eine Tochter von Berkshire Hathaway, einen Kapitalanteil von rund 10 Prozent an BYD; der Gesamtwert dieser Investition betrug rund 230 Millionen US-Dollar.
Das Unternehmen verfügte Stand 2014 über zwölf Produktionsstätten in China und jeweils eine in Indien, Ungarn, Rumänien und den USA. Ihm sind mehrere Tochtergesellschaften zugeordnet; zu den wichtigsten gehören:
- BYD Auto – diesem Unternehmen gelang es, auch Produkte in der Europäischen Union zu vermarkten: Hierzu gehören die Einrichtung des ersten ausschließlich mit Batteriebussen betriebenen Liniendienstes in Europa und die Ausstattung der Taxiflotte der belgischen Hauptstadt Brüssel mit Elektrofahrzeugen des Typs BYD e6. Ende Februar 2024 begann der Export nach Europa mit einem BYD-eigenen Frachter für 3000 Fahrzeuge; in Planung sind acht solcher Schiffe.[27]

- BYD Electronics (International) Company Limited, als eigenständige Holding-Aktiengesellschaft am Hong Kong Stock Exchange (HKEX: 0285) notiert. Diese Gesellschaft gilt als einer der weltgrößten Hersteller von Bauteilen und Modulen für Mobiltelefone, darunter Gehäuse und Tastaturen; seit 2006 bietet BYD Electronics auch die Produktion von sogenannten Fertigungsnutzen als Dienstleistung für Dritte an. Neben Produktionsstätten in China unterhält die Gesellschaft auch eine Fabrik in Chennai, Indien,[28] in Komárom in Ungarn sowie in Cluj-Napoca, einem Technologiepark in Rumänien.[29]
- BYD LED wurde 2003 in Shenzhen gegründet und ist seit 2008 vor allem in der Massenproduktion von LED-Leuchtmitteln für Fahrzeuge, Signaltechnik und Straßenbeleuchtung tätig.[30]
- Shenzhen BYD Daimler New Technology Company ist ein 2010 gegründetes Joint Venture der BYD Co Ltd. mit der Daimler AG mit Sitz in Shenzhen.[31] Das 50:50-Gemeinschaftsunternehmen entwickelte ein rein batterieelektrisches Fahrzeug unter dem Markennamen Denza – 腾势.[32] Die Vermarktung des Fahrzeugs begann Ende 2014.[33] Im Dezember 2021 wurde bekanntgegeben, dass Daimler seinen Anteil auf 10 % reduzieren wird und BYD seinen Anteil auf 90 % erhöhen wird.[34] Die Vermarktung von Denza-Modellen in Europa wurde im Februar 2024 auf dem Genfer Auto-Salon angekündigt.[35] Seit dem Ausstieg von Mercedes-Benz im September 2024 ist BYD alleiniger Anteilseigner.[36]
- FinDreams ist der Markenname von vier Automobilzulieferern, die sich im Besitz von BYD befinden. Diese Unternehmen wurden im März 2020 als Spin-offs von BYD angekündigt. Die Gründung der FinDreams-Unternehmen erfolgte, um den Absatz von Komponenten an andere Automobilunternehmen zu steigern.
- FinDreams Battery Co., Ltd. wurde am 5. Mai 2019 als Nachfolger von BYD Lithium Battery Co. Ltd. registriert, die 1998 gegründet wurde. Zu den Produkten des Unternehmens gehören Verbraucherbatterien, elektronische Batterien, Batterien für Elektrofahrzeuge und Energiespeicherbatterien. 2024 war FinDreams der zweitgrößte Hersteller von Batterien für Elektroautos hinter CATL.[37]
- BYD Semiconductor wurde 2020 als Nachfolger der 2002 gegründeten Abteilung für IC-Design von BYD gegründet. Sie fertigt und vertreibt Halbleiterprodukte. Ein Börsengang der Halbleitersparte scheiterte 2022.[38]

BYD verfügt in China über vier eigene Forschungs- und Entwicklungszentren in Shenzhen, Shanghai, Peking und Shaoguan, an denen rund 10.000 Wissenschaftler arbeiten. Davon sind zwei Drittel am Innovationsmanagement beteiligt, deren Aufgabe auch die permanente Beobachtung und Verbesserung der Produktionsabläufe ist. Ein Drittel ist in der Produktinnovation tätig; hier werden vor allem neuartige Hochenergiezellen mit reduziertem Gewicht und Raumbedarf bei gleichzeitig erhöhter Kapazität (zur Erhöhung der Reichweite der Fahrzeuge) entwickelt. An diesem Projekt forschen Zeitungsberichten zufolge mehrere Tausend Elektroingenieure und Chemiker. Im Jahr 2023 stellte das Unternehmen auch 33.000 neue Mitarbeiter für den Bereich Forschung und Entwicklung ein, wodurch sich die Gesamtzahl der Mitarbeiter in der Forschungsabteilung auf 102.000 erhöhte. Auch die Ausgaben für Forschung wurden deutlich erhöht.